# GWR Prince Class

GWR Prince Class — пассажирский паровоз широкой колеи Большой западной железной дороги с осевой формулой 1-1-1. 6 паровозов были построены на Суиндонском паровозостроительном заводе дороги с августа 1846 по март 1847 года, списаны до сентября 1870-го.
Около 1865 года Prince классифицировались вместе со «Светлячками» как Priam Class.
| Имя      | Построен | Списан | Примечания                                                              |
| -------- | -------- | ------ | ----------------------------------------------------------------------- |
| Лось     | 1846     | 1870   |                                                                         |
| Пери     | 1846     | 1870   | Пери — падшие ангелы в персидской мифологии.                            |
| Принц    | 1846     | 1870   | Родоначальник типа, назван в честь Альберта, супруга королевы Виктории. |
| Королева | 1847     | 1870   | Назван в честь королевы Виктории                                        |
| Сильф    | 1847     | 1870   |                                                                         |
| Колдунья | 1846     | 1870   |                                                                         |